# Entreprenör
Entreprenör är en person som tar en idé för en vara eller tjänst, reflekterar över risker och möjligheter, samlar ihop resurser, planerar och implementerar idén. Entreprenörskap är också nära sammanlänkat till begreppet innovation – ett begreppspar som har blivit alltmer använt inom såväl företagsekonomi som politik sedan 1980-talet.
Ordet kan även beteckna en person eller ett företag som utför arbeten på entreprenad, till exempel en byggentreprenad. Entreprenör kan också användas som ett begrepp för en företagsam person. Termen syftar i regel på grundaren av ett företag. I vidare bemärkelse används termen om en person som är drivande och arbetar hårt för att nå framgång. Entreprenörskap kan också förekomma inom befintliga företag och benämns då intraprenörskap.

## Etymologi
Begreppet entreprenör har sitt ursprung i medeltidens Frankrike och var där en benämning på befälhavaren över ett större eller mindre antal legosoldater. På medeltiden hade furstarna inga stående arméer utan det vanligaste var att krigföringen lades ut på så kallad entreprenad. Senare har begreppet utökats till att omfatta företag inom en mängd olika branscher, företag vilka åtar sig uppdrag som av andra lagts ut på entreprenad, till exempel inom byggsektorn, äldreomsorg, drift och underhåll eller kollektivtrafik. Den ursprungliga betydelsen i svenska språket är en person som tar på sig att utföra entreprenadarbeten, eller en teaterdirektör.
Entreprenörskap kan definieras som "förmågan att identifiera möjligheter och skapa resurser för att ta tillvara dessa möjligheter". Entreprenörskapet får någonting att ändra riktning och skapa förändring. Nya infallsvinklar hittas och utvecklas. En entreprenör skapar nya affärsverksamheter och organiserar marknaden på ett nytt sätt.
Enligt den neoklassiska teorin etablerad av Joseph Schumpeter är en entreprenör en skapare av "kreativ förstörelse" på marknaden (d.v.s. rubbar balansen mellan utbud och efterfrågan) vilket skapar "kaotiska marknader" och gör entreprenören till en person som skapar efterfrågan på en marknad.
Även om entreprenörskap oftast kopplas ihop med att starta företag och att få hög tillväxt och ekonomisk vinst, innefattar begreppet även andra typer av aktiviteter och organisationer såsom offentliga verksamheter, socialt entreprenörskap och ideella organisationer. Entreprenörskap handlar alltså mer om att förändra strukturer än att driva ett framgångsrikt företag.

## Entreprenörskap som en process
Det finns en etablerad kritik mot det individfokuserade perspektivet på entreprenörskap, där omständigheter som nätverk, kultur och teamarbete istället framhålls som centrala förklaringsfaktorer bakom framgångsrikt entreprenörskap. Entreprenörskap har börjat omvärderas från att vara något en individ gör, en entreprenör, till att vara mer processinriktat med många inblandade aktörer. Entreprenörskap är en social aktivitet som möjliggörs genom ett nätverk av resurser. Det är en process som är sammanvävd och interagerar med olika samhällsstrukturer såsom den sociala, marknaden, olika institutioner och geografi. Den entreprenöriella processen är icke-linjär och därmed svår att beskriva i en modell med start och slut. Det går att likna processen som ett ekosystem  för att kontextualisera det komplexa och ömsesidiga sociala systemet som utvecklas i entreprenörsprocessen.
Att titta på entreprenörskapets kontext blir därmed viktigt. Kontext är sammanhanget som den entreprenöriella processen utvecklas i. Det kan vara den historiska kontexten, den sociala kontexten (t.ex. normer och familjesituationen) och den geografiska kontexten där entreprenörskap möter olika hinder och möjligheter på t.ex. landsbygden och i stan. Händelser, intryck och känslomässig anknytning till platser en viktig aspekt, som kan ingripa i entreprenörsprocesser på olika sätt. Även om kontexten har poängterats så är entreprenörskapsforskning till stor del fortfarande kontextlös.
Det finns dock en lätthet och logik i att fortsätta använda den enskilde entreprenören som proxy för den entreprenöriella processen eftersom det är lätt att förstå samt att det är entreprenören som svarar på frågor vid t.ex. surveyundersökningar.

### Utvecklingen av processen
Historiskt sett har entreprenörer byggt nya företag genom att först utföra omfattande marknadsundersökningar för att sedan utveckla en produkt utifrån sina upptäckter. En framgångsrik företagare lockar potentiella finansiärer och intressenter genom sin affärsplan att få den finansiering som behövs för att starta egen verksamhet. Detta angreppssätt revolutionerades av Eric Ries i boken The Lean Startup, där Ries beskriver en i princip helt motsatt process. Ries förespråkar att skapa en Minimum Viable Produkt, alltså en ofärdig produkt som sedan säljs för att samla återkoppling och korrigera tills produkten når Produkt-Market Fit, d.v.s. när marknadens behov möter produktens värde.

## Diskursen kring entreprenörskap
Entreprenörskap ses oftast som något universellt bra där entreprenörskap och entreprenören ses om en viktig motor i ekonomin. Från entreprenörskap ska det komma ekonomiska resultat som bidrar till samhällets tillväxt. Entreprenörskap ses också som en universell och logisk mekanism för att frigöra människor i marginaliserad ställning. Genom entreprenörskap kan alltså vem som helst bli vad som helst. Men entreprenörskap är samtidigt väldigt exkluderande. Den entreprenöriella diskursen betonar ekonomiska och maskulina värden såsom kontroll, rivalitet, rationalitet och dominans som viktiga. Detta beror till största del på att den forskning som gjorts på entreprenörskap har gjorts på entreprenörer som är män. Den forskning som har gjorts på kvinnor som är entreprenörer har fokuserat på jämförelse med män som är entreprenörer. Detta medför att kvinnor som är entreprenörer oftast porträtteras i forskning, media och den politiska sfären som något annat än den "vanliga" mannen som entreprenör. Samtidigt är bilden av den entreprenöriella mannen väldigt snäv med fokus på att vara väldigt driven, kunna kombinera sitt entreprenörskap med en fritidsaktivitet med hög status samt ha en stödjande men osynlig familj. Det är uteslutande ett fokus på ekonomiska perspektiv när män som är entreprenörer porträtteras i media.

## Politiska satsningar kring entreprenörskap

### Främja kvinnors företagande
2007 började Tillväxtverket på uppdrag av regeringen att arbeta med att främja kvinnors företagande. Kvinnors företagande skulle bli synligt och mer möjligt. 2011 fick de ett tillskott på 65 miljoner årligen för att, fram till 2014, arbeta med att främja kvinnors företagande. Mellan 2011 och 2014 deltog drygt 13 000 kvinnor i olika utvecklingsprojekt drivna av regionala utvecklingsansvariga. 2014 avslutades satsningen.
Program för att stödja kvinnors företagande har både uppmuntrats och ifrågasatts för att fler kvinnor ska bli entreprenörer och för att ändra entreprenörskapets maskulina diskurs. Programmen anses viktiga för att kvinnor ska kunna möta personliga och ekonomiska mål, och ett fokus på att ge kvinnliga entreprenörer egenmakt inom programmet möjliggör att utmana genusstrukturer. Samtidigt så upprätthåller programmen den maskulina normen inom ekonomin, eftersom åtgärderna inom programmet bestäms av maskulina riktlinjer och det finns begränsat innehåll kring de strukturella frågorna om genus och entreprenörskap. Att driva frågan om att kvinnor behöver delta i program för att bli mer framgångsrika entreprenörer anses fastställa uppfattningen att det är kvinnorna, och inte genusstrukturerna, som måste förändras för ett mer jämställt samhälle. Kvinnor ses som att de inte kan nå sin entreprenöriella potential utan hjälp av utbildning, stöd och uppmuntran.

### Entreprenörskap i skolan
Sedan 2009 arbetar Skolverket med entreprenörskap i skolan. Det handlar om att stimulera elevernas kreativitet och lösningsförmåga samt att eleverna ska få kunskap kring företagande och innovation.

## Ökande intresse av entreprenörskap
I samband med internets utveckling har en ny kategori av behov uppstått såsom hemsidor, videoproduktion, och liknande. Detta har bidragit till ett ökat behov och intresse av entreprenörskap. Med bättre teknologi och tillgång till internet växer antalet företagare i Sverige. Mellan 2007 och 2010 startades cirka 60 000 företag per år. Efter 2010 startas närmare 70 000 företag per år.